# Al-Jazari
Al-Jazari, iraški učenjak, izumitelj, strojni inženir, obrtnik, umetnik in matematik iz dinastije Artukid, * 1136, Džazira v Mezopotamiji, † 1206, Turčija
Najbolj znan je po tem, da je napisal knjigo Znanja o iznajdljivih mehanskih napravah (arabsko كتاب في معرفة الحيل الهندسية, latinizirano: Kitab fi ma'rifat al-hiyal al-handasiya), t.i. Knjiga trikov, kjer je leta 1206 opisal 50 mehanskih naprav, skupaj z navodili za njihovo izdelavo. Pripisujejo mu izum slonove ure.  

## Biografija
Al-Jazari se je rodil na območju Zgornje Mezopotamije leta 1136. Njegova natančna lokacija ni znana, vendar je domnevano, da se je rodil v Džaziratu ibn Umarju, od koder je dobil ime Jazari ali Al-Jazira, ki je bilo uporabljeno za označevanje Zgornje Mezopotamije. Edini znani biografski podatki o njem so vsebovani v njegovi knjigi Znanja o iznajdljivih mehanskih napravah. Tako kot njegov oče pred njim je služil kot glavni inženir v palači Artuklu, rezidenci mardinske veje Artuqidov, ki so vladali po vzhodni Anatoliji kot vazali dinastije Zengid v Mosulu in kasneje generala Ajubidov Saladina.  
Al-Jazari je bil del tradicije obrtnikov in je bil zato bolj praktičen inženir kot izumitelj,  pri katerem se zdi, da ga je bolj zanimal postopek, potreben za izdelavo naprav, kot pa tehnologija, ki je za njimi in njegovimi stroji, ki so bili običajno sestavljeni s poskusi in napakami in ne s teoretičnimi izračuni. Zdi se, da je bila njegova Knjiga Znanja o genialnih mehanskih napravah precej priljubljena, saj se pojavlja v velikem številu rokopisnih izvodov, in kot večkrat pojasnjuje, opisuje le naprave, ki jih je izdelal sam. Po Mayrjevem mnenju je slog knjige podoben slogu sodobne knjige »Naredi sam«. 
Nekatere njegove naprave so dobile navdih po nekaterih prejšnjih kot na primer ena od njegovih monumentalnih vodnih ur, ki je temeljila na psevdo-Arhimedovi. Za svoje fontane navaja tudi vpliv bratov Banū Mūsā , al-Saghanija za oblikovanje svečne ure in Hibatullaha ibn al-Husayna (um. 1139) za glasbene avtomate. Al-Jazari nadaljuje z opisom izboljšav, ki jih je naredil pri delu svojih predhodnikov in opisovanjem številnih naprav, tehnik in komponent, ki so izvirne inovacije, ki se ne pojavljajo v delih njegovih predhodnikov. 

## Mehanizmi in metode
Najpomembnejši vidik al-Jazarijevih strojev so mehanizmi, komponente, ideje, metode in oblikovne značilnosti, ki jih uporabljajo. 

### Odmična gred
Odmično gred, gred, na katero so pritrjeni odmikači, je leta 1206 predstavil al-Jazari, katero je uporabil v svojih avtomatih, vodnih urah (kot je ura za sveče) in strojih za dvigovanje vode. Odmična gred se je pojavila tudi v evropskih mehanizmih iz 14. stoletja. 

### Motorna gred in mehanizem drsnika
Ekscentrično nameščen ročaj vrtljivega kamna, ki se je razširil po rimskem cesarstvu v petem stoletju pred našim štetjem v Španiji, predstavlja ročico. Najzgodnejši dokazi o mehanizmu ročice in ojnice segajo v 3. stoletje našega štetja v žago Hierapolis v rimskem cesarstvu.Ročica se pojavi tudi sredi 9. stoletja v več hidravličnih napravah, ki sta jih brata Banū Mūsā opisala v svoji Knjigi genialnih naprav. 
Leta 1206 je al-Jazari izumil zgodnjo ročično gred, ki jo je vključil z mehanizmom ojnice v svoji dvovaljni črpalki. 
Tako kot sodobna ročična gred je tudi al-Jazarijev mehanizem sestavljen iz kolesa, ki poganja več ročic, pri čemer je gibanje kolesa krožno, zatiči pa se premikajo naprej in nazaj v ravni črti. Motorna gred, ki jo je opisal al-Jazari, pretvarja neprekinjeno rotacijsko gibanje v linearno povratno gibanje in je osrednjega pomena za sodobne stroje, kot so parni stroj, motor z notranjim zgorevanjem in avtomatsko krmiljenje.Uporabil je ročično gred z ojnico v dveh svojih strojih za dvig vode: verižni črpalki saqiya na motorni pogon in batni sesalni črpalki z dvojnim delovanjem. Njegova vodna črpalka je uporabljala tudi prvi znani mehanizem drsnika. 

### Oblikovanje in konstrukcijske metode
Angleški tehnološki zgodovinar Donald Hill piše: 
V al-Jazarijevem delu prvič vidimo več konceptov, pomembnih tako za načrtovanje kot za gradnjo: laminacija lesa za zmanjšanje upogibanja, statično uravnoteženje koles, uporaba lesenih šablon (nekakšen vzorec), uporaba papirnatih modelov za vzpostavitev načrtov, kalibracijo odprtin, mletje sadežev in čepnih ventilov skupaj s smirkovim prahom, da se doseže vodotesno prileganje, in ulivanje kovin v zaprtih kalupih s peskom. 

### Mehanizem za pobeg v vrtečem kolesu
Al-Jazari je izumil metodo za nadzor hitrosti vrtenja kolesa z uporabo mehanizma za umik. 

### Mehanske kontrole
Po besedah Donalda Hilla je al-Jazari opisal več zgodnjih mehanskih kontrol, vključno z velikimi kovinskimi vrati, kombinirano ključavnico in ključavnico s štirimi zapahi. 

### Segmentno orodje
Segmentni zobnik je kos za sprejemanje ali posredovanje povratnega gibanja od ali do zobnika, ki je sestavljen iz sektorja krožnega zobnika ali obroča, ki ima zobnike na obodu ali obrazu. Profesor Lynn Townsend White, Jr. je napisal: 
Segmentni zobniki se prvič jasno pojavijo v al-Jazariju, na Zahodu se pojavijo v astronomski uri Giovannija de Dondija, ki je bila končana leta 1364, in šele z velikim sienskim inženirjem Francescom di Giorgiom (1501) so vstopili v splošni besednjak evropskega strojnega oblikovanja. 

## Stroji za dvigovanje vode
Al-Jazari je v 12. in 13. stoletju izumil pet strojev za dvig vode ter vodne mline in vodna kolesa z odmikači na osi, ki so jih uporabljali za upravljanje avtomatov, in jih opisal leta 1206. V teh strojih za dvig vode je predstavil svoje najpomembnejše ideje in komponente. 

### Verižne črpalke Saqiya
Prva znana uporaba ročične gredi v verižni črpalki je bila v enem od al-Jazarijevih strojev saqiya. Koncept zmanjševanja prekinitvenega dela je tudi najprej impliciran v eni od al-Jazarijevih verižnih črpalk saqiya, ki je bila namenjena njenemu maksimiranju učinkovitosti. Al-Jazari je zgradil tudi verižno črpalko saqiya za dvig vode, ki jo je poganjala hidroenergija in ne ročno delo, čeprav so Kitajci pred njim uporabljali tudi hidroenergijo za verižne črpalke. Stroji Saqiya, kot so tisti, ki jih je opisal, so oskrbovali Damask z vodo od 13. stoletja do sodobnega časa in so bili v vsakodnevni uporabi po vsem srednjeveškem islamskem svetu.  
Kot navdih je navedel bizantinski sifon, ki se uporablja za odvajanje grškega ognja. Z njim je al-Jazari opisal svojo različico sesalnih cevi, sesalne črpalke, črpalke z dvojnim delovanjem in zgodnje uporabe ventilov in mehanizma ojnice ročične gredi. Razvil je tudi dvovaljno batno sesalno črpalko. To črpalko poganja vodno kolo, ki preko sistema zobnikov poganja nihajočo utorno palico, na katero sta pritrjeni palici dveh batov. Bati delujejo v vodoravno nasprotnih cilindrih, od katerih je vsak opremljen s sesalnimi in dovodnimi cevmi, ki jih upravljajo ventili. Dovodne cevi so združene nad središčem stroja in tvorijo en sam izhod v namakalni sistem. Ta stroj za dvigovanje vode je imel neposreden pomen za razvoj sodobnega inženiringa. Ta črpalka je izjemna iz treh razlogov: 
- Prva znana uporaba prave sesalne cevi (ki sesa tekočine v delni vakuum) v črpalki.
- Prva uporaba principa dvojnega delovanja.
- Pretvorba rotacijskega v povratno gibanje prek mehanizma ojnice.

Al-Jazarijeva sesalna batna črpalka bi lahko dvignila 13,6 metra vode s pomočjo dovodnih cevi, vendar ni bila nič bolj učinkovita od norije, ki jo je takrat običajno uporabljal muslimanski svet. 

### Sistem oskrbe z vodo
Al-Jazari je razvil najzgodnejši sistem za oskrbo z vodo, katerega poganjajo orodja in vodna energija, ki je bil zgrajen v Damasku v 13. stoletju za oskrbo z vodo v mošejah in bolnišnicah v Bimaristanu. Lopatico in sistem zobnikov je vrtela voda iz jezera, ki se je izlivala v sistem. Zobniki so nato kozarce z vodo prenašali do vodnega kanala, ki je vodil do mošej in bolnišnic v mestu.

## Avtomati
Al-Jazari je zgradil avtomatizirane premikajoče se pave, katere poganja vodna energija. Izumil je tudi najstarejša znana avtomatska vrata, katera je poganjala vodna energija, ustvaril avtomatska vrata kot del ene od svojih dodelanih vodnih ur in izumil vodna kolesa z odmikači na osi, ki se uporabljajo za upravljanje avtomatov. Po ''Encyclopædia Britannica'' je bil italijanski renesančni izumitelj Leonardo da Vinci morda pod vplivom klasičnih avtomatov al-Jazarija. 
Mark E. Rosheim takole povzema napredek v robotiki, katerega so ga dosegli muslimanski inženirji, zlasti Al-Jazari: 
Za razliko od grških modelov ti arabski primeri razkrivajo zanimanje ne le za dramatično iluzijo, temveč tudi za manipuliranje okolja za udobje ljudi. Tako je bil največji prispevek Arabcev, poleg ohranjanja, širjenja in nadgradnje dela Grkov, koncept praktične uporabe. To je bil ključni element, ki je manjkal v grški robotski znanosti. 
Po drugi strani so Arabci pokazali zanimanje za ustvarjanje človeku podobnih strojev za praktične namene, vendar niso imeli, tako kot druge predindustrijske družbe, kakršnega koli resničnega zagona za nadaljevanje svoje robotske znanosti. 

### Natakarica, ki streže pijačo
Eden od Al-Jazarijevih humanoidnih avtomatov je bila natakarica, ki je lahko stregla vodo, čaj in drugo pijačo. Pijača je bila shranjena v rezervoarju, od koder je kapljala v vedro in po sedmih minutah v skodelico, nato pa se je iz avtomatskih vrat pojavila natakarica, ki je pijačo postregla. 

### Avtomat za ročno pranje z mehanizmom za splakovanje
Al-Jazari je izumil avtomat za umivanje rok z vgrajenim mehanizmom za splakovanje, ki se zdaj uporablja v sodobnih straniščih na splakovanje. Ta naprava je še en primer humanoidnih avtomatov. Sestavljala ga je človeška figura, izdelana iz spojenega bakra, ki je v desni roki držala vrč, podoben pavu. Vrč je izdelan iz medenine in ima v njem komoro, ki je s kovinsko ploščo razdeljena na dva dela. Ta mehanizem je pomagal pri izlivanju vode iz izliva, tako da je bila voda gladka in ni škropila. Rezervoar, v katerem je voda, se nahaja na desni strani človeške figure. Os je nameščena v desni komolec človeške figure, tako, da omogoča izlitje tekočine iz rezervoarja skozi izliv vrča. Leva roka figure je imela fiksno utež, ki je dvigovala in spuščala roko, v kateri je držala brisačo, glavnik in ogledalo.  
Ta avtomat je bil zasnovan za pomoč kralju, medtem ko je opravljal svoje ritualno umivanje. Kraljev služabnik bi nosil figuro in jo postavil ob umivalnik, ki bi lahko vseboval tekočino. Sluga je nato obrnil gumb na zadnji strani figure, ki je odprl ventil, kar je povzročilo izlivanje vode iz desne roke figure v umivalnik. Ko je rezervoar skoraj prazen in je večina vode iztočene, se sproži mehanizem in leva roka figure, ki drži brisačo, glavnik in ogledalo se iztegne v smeri kralja, da se lahko posuši ter skrbi za njegovo brado. 

### Pavov vodnjak z avtomatiziranimi služabniki
Voda in njena uporaba imata v islamu poseben pomen; kot sestavni del procesov pranja pred molitvijo vudu in gusla ter kot ključna značilnost islamskih vrtov – štirje vodnjaki v rajskem vrtu; islamsko zadnje počivališče, omenjeno v Koranu. Poleg tega so imeli stroji, povezani z vodo, pomembno funkcijo, ker je bila Mezopotamija naravno sušna; tako v božanskem kot v praktičnem smislu. 
Mehanizmu za vodnjake je bil posvečen cel del knjige Poznavanja genialnih mehanskih naprav z naslovom: 'O gradnji v tolmunih fontan, ki spreminjajo svojo obliko, in strojev za večno piščal'. 
Al-Jazarijeva "pavja fontana" je bila bolj izpopolnjena naprava za umivanje rok, v kateri so bili humanoidni avtomati kot služabniki, ki ponujajo milo in brisače. Mark E. Rosheim to opisuje takole: 
Če povlečete čep na pavjem repu, se voda iz kljuna sprosti; ko umazana voda iz umivalnika napolni votlo podlago, se dvigne plovec in aktivira vez, zaradi katerega se izza vrat pod pavom prikaže lik služabnika in ponudi milo. Ko porabite vrč vode, se drugi plovec na višji ravni spotakne in povzroči prihod drugega služabnika z brisačo. 
Umivalnik "pavjega vodnjaka" je tvoril umivalnik za opravljanje vuduja, upravljal pa bi ga služabnik, ki bi izvlekel čep in namestil pavov kljun, ki omogoča mehanizmu, da spusti vodo v bazen pred uporabnikom. 
Kljub temu, da so predmeti, ki se premikajo z vodo, kot je pavji vodnjak, imeli ritualno uporabo, obstaja domneva, da je bila hidravlika, ki premika vodo, uporabljena v posvetne namene. Ayhan Aytes predlaga, da: 
Številne naprave so imele tudi dodatne funkcije, ki so bile v nasprotju z božansko vsemogočnostjo. Najbolj profani namen večine njegovih hidravličnih in pnevmatskih avtomatov je bil čim hitreje napiti goste na zabavah. 

### Glasbeni robotski bend
Al-Jazarijevo delo je opisovalo fontane in glasbene avtomate, v katerih se je tok vode izmenjeval iz enega velikega rezervoarja v drugega v urnih ali polurnih intervalih. Ta operacija je bila dosežena z njegovo inovativno uporabo hidravličnega preklopa. 
Al-Jazari je ustvaril glasbeni avtomat, ki je imel obliko čolna s štirimi avtomatskimi glasbeniki, ki je plaval po jezeru, da bi zabaval goste na kraljevih zabavah. Profesor Noel Sharkey trdi, da je zelo verjetno, da je šlo za zgodnji programski avtomat in da je povzročil možno rekonstrukcijo mehanizma; ima programski bobnarski stroj s kljukicami (odmikači), ki se zaletavajo v majhne ročice, ki so upravljale tolkala. Bobnarja bi lahko upravljali, da igra različne ritme in različne vzorce bobnov, če bi kljukice premikali naokoli. 

### Vodna ura bobnarjev
Vodna ura bobnarjev je sestavljena iz sedmih lesenih moških figur, vključno s trobentači in dvema punčkama, ki igrata na činele, ostali pa igrajo na druga tolkala. Mehanizem v tem posebnem avtomatu služi kot ura tako, da enkrat vsako uro ustvari glasbeni izhod, kar ponazarja Al-Jazarijevo sposobnost ustvarjanja večplastnih avtomatov, ki so delovali na praktični in zabavni ravni. Gibanje avtomata sproži ob svitu druga moška lutka, ki stoji na robu friznega elementa zasnove in se premika čez, dokler ne doseže določene točke, na kateri se izrezljani sokol nagne naprej in spusti žogo iz kljuna na činele. Vse mehanske vidike avtomata nato poganja voda ter vrsta batov in kablov. Vsako uro voda odteče iz glavne cisterne in povzroči, da se drugo vedro prevrne na vodno kolo, ki je povezano z glasbeniki. Za avtomat je opisano, da proizvaja glasni zvok, ki se sliši od daleč in bi lahko predvajal več različnih melodij. Tako kot mnogi drugi avtomati Al-Jazarija je bil tudi ta ustvarjen za zabavo gostov v kraljevi palači. 

## Ure
Al-Jazari je izdelal različne vodne ure in ure s svečami. Med njimi je bila prenosna pisalna ura na vodni pogon, ki je bila meter visoka in pol metra široka, uspešno rekonstruirana v Znanstvenem muzeju leta 1976. Al-Jazari je izumil tudi monumentalne astronomske ure na vodni pogon, ki so prikazovale premikajoče se modele sonca, lune in zvezd. 

### Ure iz sveč
Po besedah Donalda Hilla je Al-Jazari opisal najbolj izpopolnjene ure s svečami, ki so bile znane do danes. Hill je eno od al-Jazarijevih svečnih ur opisal takole: 
Sveča, katere hitrost gorenja je bila znana, se je vrtela ob spodnjo stran pokrovčka in njen stenj je šel skozi luknjo. Vosek se je zbral v vdolbini in ga je bilo mogoče občasno odstraniti, da ne bi motil enakomernega gorenja. Dno sveče je ležalo v plitvi posodi, ki je imela obroč na strani, ki je bil preko škripcev povezan s protiutežjo. Ko je sveča gorela, jo je teža s konstantno hitrostjo potiskala navzgor. Avtomati so upravljali iz posode na dnu sveče. Druge svečne ure te prefinjenosti niso znane. 
Al-Jazarijeva svečna ura je vključevala tudi številčnico za prikaz časa in je prvič uporabila bajonetni nastavek, mehanizem za pritrditev, ki se še vedno uporablja v sodobnem času. 

### Slonova ura
Slonova ura, ki jo je leta 1206 opisal Al-Jazari je znana po več novostih. To je bila prva ura, v kateri se je avtomat odzval po določenih časovnih intervalih (v tem primeru humanoidni robot, ki je udaril v činelo in mehanski robotski ptič, ki je žvrgolel) in prva vodna ura, ki je natančno zabeležila prehod časovnih ur, da se ujema z neenakomerno dolžino dni skozi vse leto. 

### Grajska ura
Al-Jazarijeva največja astronomska ura je bila "grajska ura", ki je bila zapletena naprava, visoka približno 3,4 m in je poleg merjenja časa imela več funkcij. Vključevala je prikaz zodiaka ter sončne in lunine orbite, inovativna značilnost naprave pa je bil kazalec v obliki polmeseca, ki je potoval po vrhu prehoda. Premikal ga je skriti voziček,ki je povzročil, da se avtomatska vrata vsako uro odprejo, pri čemer vsaka vrata razkrije maneken. Druga inovativna lastnost je bila možnost reprogramiranja dolžine dneva in noči, da bi upoštevali njihove spremembe skozi vse leto. 
Druga značilnost naprave je bilo pet avtomatskih glasbenikov, ki samodejno predvajajo glasbo, ko jih premikajo vzvodi, ki jih upravlja skrita odmična gred, pritrjena na vodno kolo. Druge komponente grajske ure so vključevale glavni rezervoar s plovcem, plovno komoro in regulator pretoka, ploščo in korito ventilov, dva škripca, polmesečni disk, ki prikazuje zodiak, in dva sokolova avtomata, ki spuščata kroglice v vaze. Al-Jazarijeva grajska ura velja za najzgodnejši programirljivi analogni računalnik. 

### Vodne ure na uteži
Al-Jazari je izumil vodne ure, katere so poganjali tako voda kot uteži. Med njimi so bile ure z zobniki in prenosna pisalna ura na vodni pogon, ki je bila meter visoka in pol metra široka. Pisar s svojim peresom je bil sinonim za urno kazalko sodobne ure. Al-Jazarijeva znamenita pisalna ura na vodni pogon je bila leta 1976 uspešno rekonstruirana v Muzeju znanosti v Londonu.

## Miniaturne slike
Poleg svojih dosežkov kot izumitelja in inženirja je bil Al-Jazari tudi uspešen umetnik. V knjigi Znanja o genialnih mehanskih napravah je dal navodila za svoje izume in jih ilustriral z uporabo miniaturnih slik srednjeveškega sloga islamske umetnosti.